# 梅多拉 (伊利諾伊州)
梅多拉（英語：Medora）是位於美國伊利諾伊州馬庫平縣的一個村落。

## 地理
梅多拉的座標為39°10′34″N 90°08′30″W / 39.17611°N 90.14167°W，而該地最高點為海拔高度185米（即607英尺）。

## 人口
根據2010年美國人口普查的數據，梅多拉的面積為0.98平方千米，當中陸地面積為0.98平方千米，而水域面積為0.00平方千米。當地共有人口419人，而人口密度為每平方千米427人。